# 鉱区税
鉱区税（こうくぜい）は、地方税法（昭和25年7月31日法律第226号）に基づき、鉱区に対し、面積を課税標準として、鉱区所在の道府県において、その鉱業権者に課される税金である。
この税金は、地下の埋蔵鉱物を採掘する権利である鉱業権は、排他性をもつ物権とみなされ（鉱業法12条）、その設定には経済産業局長に出願して、その許可を受けなければならない（鉱業法21条）ことから、その特権を与えられることに対する対価であると説明される。